# Сан-Джованни-ин-Брагора
Церковь Сан-Джованни-ин-Брагора (итал. San Giovanni in Bragora) — церковь в Венеции, в районе Кастелло.
Первоначально церковь была заложена в начале VIII века. В IX веке дож Пьетро III Кандиано перестраивает её, чтобы сделать хранилищем мощей Святого Иоанна Крестителя.
Церковь выполнена в простом готическом стиле. Такой вид она получила в результате ещё одной перестройки, выполненной между 1475 и 1505 годами.
В приделе слева от главного алтаря находится триптих Бартоломео Виварини «Мадонна с младенцем, св. Иоанном и св. Андреем». В церкви также находятся несколько работ Чимы да Конельяно и Альвизе Виварини, в том числе «Воскресение» (1498).
Церковь известна тем, что в ней был крещены Антонио Вивальди и Пьетро Барбо, будущий папа римский Павел II. В приходе церкви родился драматург Джачинто Галлина.
В настоящее время в церкви хранятся нетленные мощи святого патриарха Александрийского Иоанна Милостивого, шип из тернового венца Спасителя, а также крест с частицами Древа Святого Животворящего Креста Господня, им пользовался во время богослужений преподобный Савва Освященный.